# (11105) Puchnarová
(11105) Puchnarová, désignation internationale (11105) Puchnarova, est un astéroïde de la ceinture principale.

## Description
(11105) Puchnarova est un astéroïde de la ceinture principale. Il fut découvert le 24 octobre 1995 à l'Observatoire Kleť par Jana Tichá. Il présente une orbite caractérisée par un demi-grand axe de 2,71 UA, une excentricité de 0,26 et une inclinaison de 4,7° par rapport à l'écliptique.

## Compléments